# 이동준 (배우)
이동준(李東濬, 1958년 10월 13일~)은 대한민국의 영화배우 겸 텔레비전 연기자이며 태권도 선수 출신이다.

## 생애
1979년부터 1986년까지 태권도 선수로 활약을 하였고 1986년 영화배우로 데뷔하였다. 신장은 180cm이고 체중은 84kg이다.
혼자 불량배 여러 명을 쓰러뜨리는 모습을 직접 목격한 최불암에 의해 배우로 캐스팅되었다. 최불암은 이동준의 뛰어난 싸움실력을 활용하기 위해 액션 배우로 이동준을 발탁했다.
클레멘타인을 촬영하는 과정에서 무리하게 스티븐 시걸을 캐스팅하는 바람에 돈을 엄청나게 썼지만 그에 비해 흥행은 저조해서 50억원의 빚을 지게 되었다. 이 때문에 한동안 굉장히 고생했다.

## 출연작

### 영화
- 《독불장군》 (1987년) - 공작대장 역. 후시녹음 작품으로 이동준은 신성호 (성우)씨가 더빙했음. 생체실험을 세균전을 위해 준비하는 장면(공작대와 소련 박사(박재주)가 생체실험에 사용할 사람들을 끌고오는 장면), 인민군 간호장교(미영)과 논쟁하는 장면, 박동룡 등과 함께 공작대장으로서 출연하는 장면, 전영록과 격투를 하는 장면 등 액션배우로서 연기함.
- 《블루하트》 (1987년)
- 《불이라 불리운 여인》 (1988년)
- 《서울 무지개》 (1989년) - 큐 역.
- 《이웃집 남자》 (1989년) - 민호 역.
- 《매매꾼》 (1989년) - 찬미 역.
- 《강남 꽃순이》 (1989년) - 현우 역.
- 《애마부인 4》 (1990년) - 남편 역.
- 《코리안 커넥션》 (1990년) - 오형사 역.
- 《캬바레부인》 (1990년) - 강민우 역.
- 《카추사》 (1990년)
- 《머나먼 사이공》 (1990년) - 박현준 역.
- 《장미여관》 (1991년) - 남자 역.
- 《무릎 위의 여자》 (1991년) - 병준 역.
- 《바람불면 일어서는 숲》 (1991년) - 경욱 역.
- 《적과 적》 (1991년)
- 《비황》 (1992년) - 이창길 역.
- 《캉캉 69》 (1992년)
- 《비에 젖어서야 사랑하노라》 (1992년) - 민수 역.
- 《안개에 젖은 리오의 밤은 깊어》 (1992년) - 동규 역.
- 《어둔 밤 어둔 곳에》 (1992년)
- 《뜨거운 비》 (1993년) - 이치오 역.
- 《그 여자의 숨소리》 (1995년)
- 《카리스마》 (1996년) - 박동진 역.
- 《라》 (1998년) - 나 역.
- 《희망이 없으면 불안도 없다》 (2001년)
- 《아버지의 노래를 들었네》 (2002년) - 아빠 역
- 《클레멘타인》 (2004년) - 김승현 역

### 텔레비전 드라마
- KBS 1990년 《야망의 세월》
- KBS 1992년 《적색지대》
- KBS 1993년 《먼동》
- MBC 1993년 《나는 천사가 아니다》
- KBS 1994년 《남자는 외로워》
- SBS 1994년 《두 형사》
- KBS 1995년 《장녹수》
- SBS 1995년 《야망의 불꽃》
- KBS 1995년 《여울》
- SBS 1995년 《코리아게이트》
- iTV 1997년 《가족》
- KBS 1998년 《행복을 만들어 드립니다》
- KBS 2000년 《민들레》
- KBS 2000년 《천둥소리》
- KBS 2002년 《제국의 아침》
- MBC 2007년 《아현동 마님》
- SBS 2011년 《신기생뎐》 - 금강산 역
- SBS 2014년 《나만의 당신》

### 뮤지컬
- 《아가씨와 건달들》 (1996년) ... 빅 줄 역(남자 조연)

### 방송 프로그램
- 1991년 MBC 올스타쇼
- 1992년 MBC 일요큰잔치
- 1992년 KBS 도전 차차차
- 1993년 KBS 신 전국일주
- 1993년 KBS 신인탤런트쇼
- 1993년 KBS 가족오락관
- 1994년 SBS 태권도의 세계
- 1995년 MBC 4대 스타쇼
- 2011년 XTM 주먹이 운다 시즌 2 - 싸움의 고수
- 2011년 KBS 비타민
- 2013년 KBS 채널A
- 2014년 MBC 황금어장 라디오스타
- 2015년 MBC 무한도전
- 2015년 MBN 엄지의 제왕
- 2015년 SBS 런닝맨
- 2015년 TV조선 앞치마 휘날리며
- 2016년 MBC 진짜사나이
- 2016년 MBC 휴먼다큐 사람이 좋다
- 2016년 KBS 해피투게더
- 2016년 KBS 생생정보
- 2016년 SBS 스타킹
- 2018년 MBC 미스터리 음악쇼 복면가왕 - 참가자 (난 선생이고 넌 학생이야! 스승의 날)
- 2020년 채널A 행복한 아침

### 라디오 프로그램
- 《EBS 책 읽는 라디오 낭독 시리즈》 (2015년, EBS FM)

### CF
- 1987년 공익광고협의회 교통안전
- 1990년 종근당 인코라민
- 1991년 대한가족계획협회 (최형선, 정태우와 공동출연)
- 1992년 세방전지 로케트밧데리
- 1992년 서울스키리조트
- 1996년 동성제약 선희 만능크리너
- 1996년 한국교통안전공단 KAF 정비서비스 (최양락과 공동출연)
- 1997년 태권메카
- 2001년 동성제약 세븐에이트
- 2011년 알리코제약 아이락 루테인
- 2011년 알리코제약 티로서겔
- 2015년 태경에너지 온수패널
- 2016년 KGC인삼공사 정관장 올칸
- 2017년 메가셀 남자의 활력
- 2018년 파워세이버
- 2019년 종근당건강 리얼맨

## 앨범
- 《1집 LEE DONG JUHN》 (2000년)
  - 〈사랑의 부라보〉
  - 〈보고싶은걸〉
  - 〈노래 한곡 술 한잔〉
  - 〈저녁이 오는 놀이터〉
  - 〈슈라〉
  - 〈바람에 내맘 보내리〉
  - 〈뛰어〉
  - 〈사랑의 부라보(MR)〉
  - 〈보고싶은걸(MR)〉
  - 〈노래 한곡 술 한잔(MR)〉
- 《미안해요》 (2014년)
  - 〈미안해요〉
  - 〈애가타〉
  - 〈연인〉
  - 〈둥지〉
  - 〈이유가 뭘까〉
  - 〈거짓말〉
  - 〈보고 싶은걸(MR)〉
  - 〈보고 싶은걸〉
  - 〈노래 한곡 술한잔〉
  - 〈바람에 내 맘 보내리〉
  - 〈미안해요(MR)〉
  - 〈거짓말(MR)〉
  - 〈애가타(MR)〉
  - 〈나야 나〉

## 수상 경력
- 2011년 제19회 대한민국 문화연예대상 드라마부문 우수연기상
- 2008년 제16회 대한민국 문화연예대상 모범연예인상
- 1989년 제27회 대종상 영화제 신인남우상
- 1985년 서울 세계선수권대회 금메달
- 1984년 아시아 대회 금메달
- 1983년 덴마크 세계선수권대회 금메달
- 1981년 월드게임 금메달